# Лівшиць Матус Якович
Ма́тус Яковлевич Лі́вшиць (рум. Matus Livşiţ); 12 лютого 1920, Київ — 24 березня 2008 , Вісбаден, Німеччина) — молдавський радянський мистецтвознавець, спеціаліст у галузі сучасного академічного та декоративно-ужиткового мистецтва Молдавії, доктор мистецтвознавства.
Провідний науковий співробітник Інституту етнографії та мистецтвознавства Академії наук Молдови, заслужений діяч мистецтв Молдови.

## Біографія
Матус Якович Лівшиць народився в Києві 12 лютого 1920 року. Його батько — Яків Ізраїлевич Лівшиць (1894—1921) — з 1918 ріка завідував клубними курсами в 1-й Кінної армії, потім був інспектором Наркомпросу по школах в Україні. Мати — Рахіль Овсіївна Туровська (1890—1971) — випускниця Фребелевського жіночого педагогічного інституту, працювала методистом з дошкільного виховання.
Після закінчення «Зразкової середньої школи» у Воронежі надійшов до Московський авіаційний інститут, але після першого курсу відрахувався і вступив до Інституту філософії, літератури та історії Інститут філософії, літератури та історії імені М. Н. Г. Чернишевського (МІФЛІ).
З 1941 а — в діючій армії, служив перекладачем німецької мови німецької мови першого розряду розвідвідділу штабу 34-а армія (СРСР) 34 армії, потім Список стрілецьких, гірничо-стрілецьких, мотострілецьких, механізованих та повітряно-десантних дивізій РСЧА, дивізій НКВС (1941—1945), 370-ї стрілецької Бранденбурзької дивізії. Брав участь у боях за взяття Варшави і Берліна. Нагороджений Орденом Червоної Зірки орденом «Червоної зірки», Медаль «За відвагу» (СРСР) медаллю «За відвагу», двома медалями Медаль «За бойові заслуги» «За бойові заслуги», Орденом Вітчизняної війни 1-го ступеня та іншими пам'ятними військовими медалями. 4 травня 1945 ріка брав участь у «зустрічі на Ельбі» з американськими військами. Після закінчення Велика Вітчизняна війна служив в Міжсоюзницька комендатура Міжсоюзницькій комендатурі в Берлін, брав участь у роботі Нюрнберзький процес Нюрнберзького процесу.
У 1946 ріку демобілізувався і продовжив навчання в Московському Державному університеті імені М. В. Ломоносова на філологічному факультеті зі спеціальності мистецтвознавство. Після закінчення університету в 1950 рік був направлений за розподілом в Кишинів науковим співробітником музею образотворчих мистецтв. Кандидатську дисертацію на тему «Шляхи розвитку образотворчого мистецтва Молдавії післяжовтневого періоду» захистив у Москві у 1964 ріку.
З 1960 по 1996 ріки працював науковим, старшим науковим та провідним науковим співробітником Відділу етнографії та мистецтвознавства Академії наук Молдовської РСР. Протягом кількох років був завідувачем сектору мистецтвознавства у відділі етнографії та мистецтвознавства АН МРСР. Член Спілки художників СРСР, був головою і членом правління Спілки художників Молдови. Викладав у Інституті мистецтв ім. Г. Музическу.
Опублікована М. Я. Лівшицем у кишинівському журналі «Жовтень» (органі Спілки письменників Молдавської РСР) статтю «Після з'їзду художників Молдови» (№ 12, 1956) розкритикували в періодичній пресі Молдови,зокрема в журналах «Комуніст Молдавії» Дністер" («Проти проповіді формалізму. Про одну помилкову статтю в журналі Жовтень»). Наслідком для Лівшиця було звільнення з роботи з фактичною забороною на критичну діяльність, після чого він зайнявся народним декоративним мистецтвом.
Матус Лівшиць — автор численних мистецтвознавчих робіт, виданих українською, молдавською, англійською, німецькою, французькою, естонською та російською мовами. Ним було складено каталоги виставок низки молдавських художників. Був членом редколегії дев'ятитомного видання «Історія мистецтва народів СРСР» (Москва: «Образотворче мистецтво», 1971—1984).
Останні роки життя жив у Німеччині (Німеччина) (Вісбаден)). Похований у єврейській частині (Judischer Friedhof) цвинтаря Вісбадена «Nordfriedhof».

## Сім'я
- Дружина (з 1950 рік а) — Лідія Германівна Жабицька (нар. 1927), кандидат психологічних наук[2], доцент Кишинівського державного університету та Педагогічного інституту імені І. Крянге.
- Дочка  — Світлана Матусівна Дмитренко (нар. 1951), кандидат філософських наук (1980) та doctor habilitat соціології (2000, головний науковий [3][4][5]. Її чоловік — театральний режисер і актор Бено Аксьонов, син композитора Макса Шахновича Фішмана і хорового диригента, заслуженого діяча мистецтв Молдови, професора Лідії Валеріянови Аксьонової.

## Книги
- Виставка творів художників Молдови. Кишинів: Партиздат, 1951.
- Мистецтво Радянської Молдавії. Москва, 1953.
- Республіканський художній музей МРСР. Путівник. Кишинів: Держвидав Молдови, 1953.
- 9 республіканська художня виставка. Каталог (з А. Мансуровою та І. Жуматієм). Кишинів: Партиздат, 1955.
- Пересувна художня виставка. Кишинів: Партійне видавництво ЦК КП(б) Молдови, 1955.
- Олександр Фойницький (з І. Д. Жуматієм). Кишинів: Партиздат, 1956.
- Образотворче мистецтво Молдавської РСР (з А. Мансуровою). Москва: Радянський художник, 1957.
- Образотворче мистецтво Молдови (з Л. А. Чеззой). Кишинів: Шкоала Радіке, 1958.
- Мистецтво Радянської Молдавії. Нариси. Живопис, скульптура, графіка. Москва: Мистецтво, 1958.
- Виставка творівМ. Греку (живопис) та С. Чеколова (прикладне мистецтво). З Є. Бонтей та І. Жуматієм. Кишинів: Партиздат, 1959.
- Лазар Дубиновський. Кишинів: Картя молдовеняске, 1960.
- Національні костюми Молдови (з А. Зевіною, паралельний текст російською та молдавською мовами). Кишинів: Картя молдовеняске, 1960.
- Леонід Павлович Григорашенко. Кишинів: Картя Молдовеняске, 1960.
- Образотворче мистецтво Молдавії (з Є. Бонтей та І. Можаєвою). Кишинів: Картя молдовеняске, 1960.
- Лазар Дубиновський. Москва: Радянський художник, 1961.
- Образотворче мистецтво МССР (альбом, з Зевіна, Ада Миронівна | А. Мансуровой)). Москва: Радянський художник, 1967.
- Мистецтво Молдови: Нариси історії образотворчого мистецтва Молдови (з Д. Д. Гольцова і А. М. Зевіна). Кишинів: Картя молдовеняске, 1967.
- Народне декоративне мистецтво Молдови. Кишинів: Картя молдовеняске, 1968.
- В. Зазерська (живопис). Кишинів: Тімпул, 1968.
- Декор у народній архітектурі Молдови. Відділення етнографії та мистецтвознавства АН МССР. Кишинів: Штіінця, 1971.
- Мистецтво Молдавської РСР (російською та молдавською мовами). Кишинів: Картя молдовеняске, 1972.
- Гліб Саїнчук (з С. К. Кучуком). Кишинів: Луміна, 1975.
- Арта аплікати а Молдова. Кишинів: Луміна, 1976.
- Лауреат Премії ЛКСМ Молдавії імені Б. Главана Б. П. Епельбаум-Марченко. Каталог виставки. Кишинів: Штіінця, 1978.
- Наум Епельбаум: Каталог виставки. Кишинів: Штіінця, 1978.
- Декоративно-прикладне мистецтво Молдавської РСР (альбом). Москва: Радянський художник, 1979.
- Декоративно-ужиткове мистецтво Молдови. Відділення етнографії та мистецтвознавства АН МССР. Кишинів: Штіінця, 1980.
- Соціалістичний реалізм та проблеми розвитку мистецтва Молдавії (редактор). Кишинів: Штіінця, 1982.
- Мистецтво Молдови. Таллін: Кунст, 1983.
- Молдавія: традиції — мистецтво — побут (з Н. Т. Дабіж). Складання, фотографування та художнє оформлення Є. А. Горбунова. (Переклад російською А. Л. Бродського, французькою Л. З. Малай). Кишинів: Тімпул, 1985.
- Лазар Дубиновський. Скульптури. Москва: Радянський художник, 1987.